# İkikise, İskilip
İkikise là một xã thuộc huyện İskilip, tỉnh Çorum, Thổ Nhĩ Kỳ. Dân số thời điểm năm 2010 là 262 người.